# Pohlia revolvens
Pohlia revolvens là một loài rêu trong họ Bryaceae. Loài này được Cardot Nog. mô tả khoa học đầu tiên năm 1953.